# ヴァネッサ・ビークロフト
ヴァネッサ・ビークロフト（Vanessa Beecroft、1969年4月25日 - ）は、イタリア人の現代パフォーマンスアーティストである。
ビークロフトはアメリカ合衆国で活動している。ビークロフトの作品の多くは、活人画のようなもので、プロのモデルによるものであるが、時には大人数によるものもあり、時には裸か、ほぼ裸でなされる。

## パフォーマンス

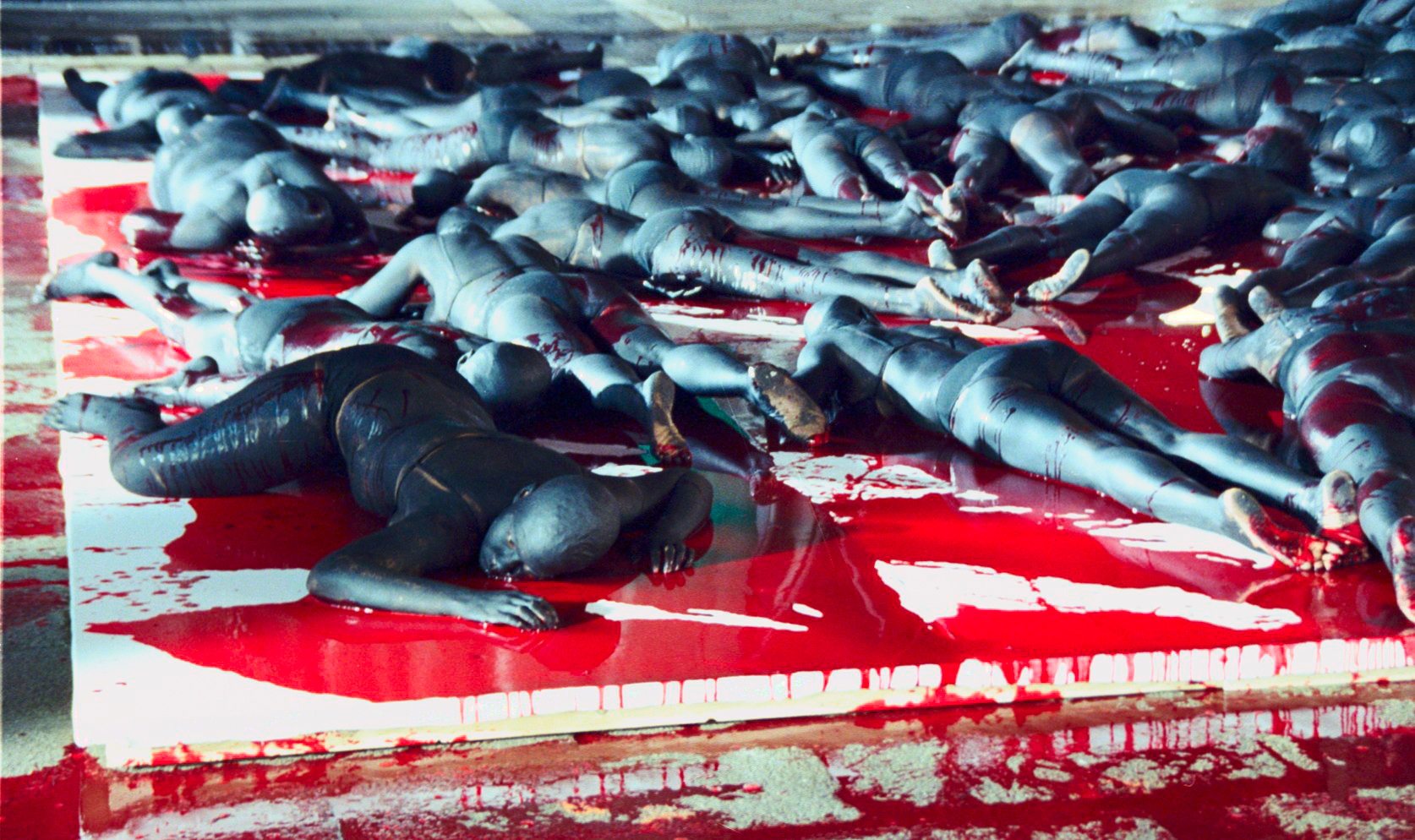
VB61, Still Death! Darfur Still Deaf? (2007)、第52回ヴェネツィア・ビエンナーレ

ヴァネッサ・ビークロフトの最初の展示は、1993年にミラノで開催された「VB01」展であった。翌年、ニューヨークでのはじめての展示をアンドレア・ローゼン・ギャラリーで行った。
1994年の後半には、「VB08」展がニューヨークのロングアイランドシティのP.S.1で開催された。
1998年にはニューヨークのソロモン・R・グッゲンハイム美術館で、1999年には、東京のスパイラルで、20人あまりのモデルたちを、裸あるいはビキニを着せ、ハイヒール姿で立たせたパフォーマンスを行った。
「VB55」（2005年）展は、100の女性がじっと立っているというもので、ベルリンの新国立美術館で３時間行われた。このパフォーマンスでは、女性たちは、裸でストッキングだけを身につけ、上半身にオイルを塗っていた。
2005年10月、パリのシャンゼリゼ通りのルイ・ヴィトンの店のオープニングでの際に、ビークロフトはパフォーマンスを演出した。このイベントで、ビークロフトはルイ・ヴィトンのバッグの隣でモデルたちを棚に並べたのだった。
ビークロフトの作品は（特にカリフォルニアのガゴシアン・ギャラリーでの「VB46」展は）、トキシック・ティッティーズのようなフェミニズムのアーティストグループに非難されてきた。ビークロフトはモデルたちに長時間我慢させたり身体的な苦痛を与えるような無理なことはさせないのであり、作品で提案されるコンセプチュアルなアイディアを問う批評を促す。
第52回ヴェネツィア・ビエンナーレレの際には、ビークロフトは、彼女の作品の中でもっとも政治的なパフォーマンスである「VB61、静かな死！ダルフールよ、今も耳が聞こえないの？」展（2007年）を演出した。このパフォーマンスでは、「重なりあって積み上げられた死体を模して、およそ30人のスーダン人の女性が地面に広げられた白いキャンバスの上でうつぶせに寝そべる」ことが行われたのだが、スーダンでのダルフールの虐殺を表象していたのだった。
スーダンの双子を養子にするというビークロフトの計画は、ピエトラ・ブレットケリーによる「スターアーティストとスーダンの双子」というドキュメンタリー映画の題材となった。このドキュメンタリー映画は、サンダンス映画祭のワールドシネマドキュメンタリー部門に出品された。この映画で、ビークロフトは「善人ぶってて、とんでもなく植民地主義的でポストモダンのナルシスト」とされ、二人のスーダン人の孤児を芸術作品にするという「不利な引用であり、最悪のふるまい」が記録されてしまった。
2009年ミラノのPACでのパフォーマンスは、アフリカ移民（合法移民と不法移民）の「最後の晩餐」であり、移民たちは、スーツで正装していたがナイフもフォークもなしで鶏肉料理を食べた。2010年にビークロフトはメルカト・イッティコ・ディ・ナポリで展覧会を行った。